# La Felguera
La Felguera is de grootste plaats van de Spaanse gemeente Langreo en de vijfde stad van de provincie Asturias met 20.300 inwoners.
Het was een belangrijk ijzer- en staalcentrum tijdens een deel van de 19e en de 20e eeuw, met een belangrijke activiteit van de steenkoolwinning. 
Tegenwoordig herbergt La Felguera het bedrijvencentrum Valnalón en het Museum van de IJzer- en Staalindustrie van Asturië.

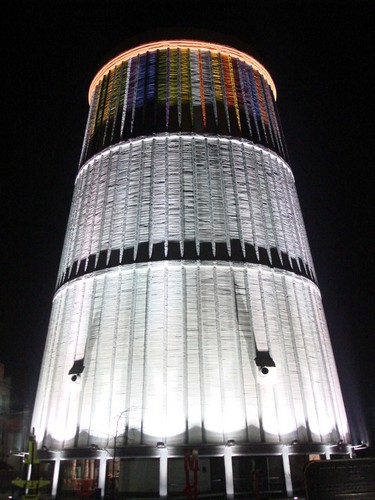
Museum van de IJzer- en Staalindustrie